# Power electronics
Power electronics är en musikgenre som har att göra med industri- och senare noise-genren. Genren uppkom i början av 1980-talet. Något som utmärker power electronics är monotont brus, akustisk rundgång, basljud med låga frekvenser och ofta distade skrik med hatiska och provokativa texter. Whitehouse brukar vara bandet som man refererar till när man talar om grunden till stilen.
Death industrial är väldigt likt power electronics, men har ett djupare och mer atmosfäriskt sound. Alltså en mer flödande rytm och mindre abrasivitet.

## Exempel på grupper/artister inom power electronics och death industrial
- Anenzephalia
- Brighter Death Now
- Con-Dom
- Consumer Electronics
- Control (artist)
- Deathpile
- Grunt (artist)
- Genocide Organ
- Nicole 12
- Ramleh (musikgrupp)
- Survival Unit
- Sutcliffe Jügend
- The Grey Wolves
- Whitehouse
- Whorebutcher